# Dilpesend Kadın
Azize Dilpesend Kadınefendi (en turco otomano: ديلبسيند سيدة رجل, "Muy estimado" y "agradable de corazón", 16 de enero de 1861 - 17 de junio de 1901) fue la esposa del sultán Abdul Hamid II del Imperio Otomano.
El título completo era: Devletlu İsmetlu Beşinci Dilpesend Kadın Efendi Hazretleri

## Vida
Dilpesend nació el 16 de enero de 1861 en Tifis. Su verdarero nombre era Azize Hanim. Era la hija de Kızılbeg Maksud Giray Bey y Esma Hanim. 
Antes de casarse con Abdul Hamid II, sirvió a la esposa del sultán Mahmud II, Tiryal Hanımefendi. Se casó con Abdul Hamid II el 10 de abril de 1883. Se le otorgó el título de "Cuarta esposa". 
Un año después del matrimonio, dio a luz a su única hija, Naile Sultan, el 9 de enero de 1884. Fue ascendida al título de "Tercera esposa" en 1895.
Dilpesend murió el 17 de junio de 1901 en el Palacio de Yildiz a la edad de 40 años. Está enterrada en el cementerio Yahya Effendi de Estambul.